# John Robert Baylor
John Robert Baylor (Paris, 27 de junho de 1822 – 6 de fevereiro de 1894) foi um representante indígena, editor, político e oficial do Exército dos Estados Confederados. Depois de ser demitido como representante indígena, ele se tornou um dos editores fundadores do The White Man e um forte crítico do governador Sam Houston.
Durante a Guerra Civil Americana, Baylor liderou as forças confederadas do Texas no Novo México e se declarou o 1º governador do Território do Arizona. Ele foi confirmado como governador pelo presidente dos Estados Confederados, Jefferson Davis. Em uma briga, Baylor matou um editor de um jornal rival. Ele também deu ordens para exterminar os apaches em seu território e, com isso, Jefferson Davis o demitiu do cargo de governador.
Mais tarde, Baylor estabeleceu-se em San Antonio. Ele foi eleito para o governo estadual como legislador e tornou-se fazendeiro. Em 1880, ele matou outro homem em uma discussão, quando tinha cerca de 59 anos, mas foi absolvido no julgamento. Ele morreu anos depois em seu rancho.

## Início de vida
John R. Baylor nasceu em Paris, Kentucky em 1822, filho de um cirurgião do Exército dos Estados Unidos e sua esposa. Ele tinha um irmão, George Wythe Baylor, que seguiu o pai para o serviço militar, depois alcançando o posto de coronel. Eles cresceram com sua família nos vários postos militares onde seu pai foi destacado como cirurgião assistente na Sétima Infantaria. O seu tio Robert Baylor, tornou-se juiz associado no Supremo Tribunal do Texas e co-fundador da Universidade de Baylor.

## Mudança para o Texas
Baylor mudou-se para o condado de Fayette, Texas com 18 anos e fez a sua vida lá. Em 1840, ele se juntou a um exército voluntário do Texas para lutar contra os comanches. Em 1844, ele se casou com Emily Hanna em Marshall, e o casal teve sete filhos e três filhas. Seu irmão George também acabou no Texas.
Enquanto morava como fazendeiro no Texas, Baylor decidiu tentar a política e foi eleito para a legislatura do estado do Texas em 1851, servindo de 1852 a 1854. Ele foi nomeado representante dos comanches em 1855 e ocupou esse cargo até sua demissão em 1857. Após sua demissão, ele começou a viajar pelo estado condenando os comanches e abordando reuniões anti-indígenas. Durante esse período, ele editou um jornal anti-indígena, The White Man, e organizou uma força de vigilante de cerca de 1.000 homens para fazer campanha contra os comanches.
John Baylor foi apontado como representante indígena dos EUA no condado de Jack, servindo de 1856 a março de 1857, quando foi demitido. Ele se tornou um crítico do governador Sam Houston, dizendo que não estava fazendo o suficiente para defender os colonos no norte do Texas dos comanches e lipan.
Ele foi eleito para a legislatura estadual e, em 1860, tornou-se co-fundador e editor de um jornal local chamado The White Man, que defendia a expulsão de índios do norte do Texas. Sediada em Jacksboro, tinha a vantagem de estar em uma cidade parada na rota postal de Butterfield Overland, e estimava-se que chegasse a 1.000 leitores.

## Guerra Civil Americana
Após a secessão do Texas da União, Baylor foi contratado como tenente-general confederado no comando do 2º Regimento de Cavalaria do Texas. Sua força empurrou para o sudoeste no território do Novo México e ocupou Fort Bliss.

### Governador do território do Arizona (1861–1862)
Após sua vitória na Primeira Batalha de Mesilla (25 de julho de 1861) e a rendição das forças americanas na área, Baylor se proclamou governador do território do Arizona, uma região que abrange a metade sul do contemporâneo Novo México e Arizona. Sua posição foi confirmada pelo Congresso Confederado, e ele foi promovido a coronel em 1861. Em 18 de janeiro de 1862, o território incipiente foi formalmente organizado pelos Estados Confederados.
Logo, um desacordo sobre artigos críticos no Mesilla Times levou a uma briga entre Baylor e o editor, Robert Kelly, a quem ele matou. O procurador-geral Marcus MacWillie, membro do gabinete estadual de Baylor, oficialmente o perdoou pelo homicídio.
Baylor ficou conhecido por ordenar que o seu regimento de cavalaria exterminasse os apaches, com quem os colonos invasores estavam em conflito. Quando as notícias dessa ordem chegaram ao presidente confederado Jefferson Davis, ele demitiu Baylor como governador e revogou sua comissão como coronel.

### Casa dos representantes dos Estados Confederados (1863-1865)
Baylor mais tarde foi eleito para o 2º Congresso dos Estados Confederados, servindo de 1863-1865. Ele recuperou sua comissão como coronel e estava levantando uma nova força para recapturar o Território do Arizona quando a Guerra Civil Americana terminou duas semanas depois.

## Últimos anos
Nos anos do pós-guerra, Baylor se estabeleceu em San Antonio. Em 1873, ele fez campanha sem sucesso pela indicação do Partido Democrata ao governador do Texas, perdendo para Richard Coke.
Em 1876, durante o auge da Guerra de Black Hills, Baylor ofereceu seus serviços ao Exército dos EUA contra os lakotas.
Em 1878, ele estabeleceu um rancho considerável no condado de Uvalde e prosperou, mas continuou envolvido em confrontos violentos e, supostamente, matou um homem no início da década de 1880 em uma disputa por gado. Este assassinato aconteceu no condado de Uvalde. Baylor nunca foi acusado pelo crime.
Ele morreu em sua fazenda em 6 de fevereiro de 1894, aos 71 anos. Ele foi enterrado no cemitério da Igreja da Ascensão.